# Flota Estelar
La Flota Estelar de la Federación, o simplemente, Flota Estelar (en idioma original, Starfleet), es una organización ficticia de la franquicia de medios Star Trek. Dentro de este universo ficticio, la Flota Estelar es la fuerza exploradora y militar de la Federación Unida de Planetas, como medio principal para llevar a cabo la exploración, investigación, defensa, mantenimiento de la paz y diplomacia del espacio profundo (aunque la Flota Estelar es anterior a la Federación, habiendo originalmente era una organización de la Tierra, como lo muestra la serie de televisión Star Trek: Enterprise). Si bien la mayoría de los miembros de la Flota Estelar son humanos y su sede está en la Tierra, también están representadas cientos de otras especies. La mayoría de los protagonistas de la franquicia son oficiales comisionados de la Flota Estelar.
La Flota Estelar tomó su configuración actual en el año 2161, cuando fue fundada la Federación. La cadena de mando fue herencia de la Flota Estelar de la Tierra, que se formó en la primera mitad del siglo XXII como consecuencia de los primeros viajes tripulados de exploración de la Tierra Unificada (situación política de la Tierra como un solo estado, llevada a cabo entre 2113 y 2150). A la par de la Flota Estelar, también surgió la Academia de la Flota Estelar, la alta escuela de preparación para la posterior admisión como oficial. Su lema, en latín, es Ex Astris, Scientia (De las Estrellas, Conocimiento).
Los cuarteles generales de la Flota estelar están localizados en San Francisco, California, EUA, en la zona de Presidio, donde hoy están las oficinas generales de Lucasfilm Ltda.